# Олізари

Герб Радван Щедрий, роду Олізарів

Оліза́ри (пол. Olizarowie) гербу Радван (Хоругви Кмітів) — український шляхетський рід, що за сімейною легендою походив від "князя Сербії" Олізара Булка. Сучасні дослідники засновником роду вважають київського боярина Олізара (Елізарія) Волчковича, який жив на початку XV ст. Рід внесений до VI частини родовідної книги Київської губернії.

## Володіння
Олізарам належала велика кількість земель на території Волинської губернії, зокрема з 1565 року Коростишів. Садиба «Олізарів Став» розташована за 20 км від Берестя  (за 3 км від міста Жабинка).

## Представники
- Олізар Волчкович (XV ст.) — київський боярин, засновник роду Олізарів. 
  - Роман Олізарович (?—бл. 1458) — київський намісник князя Семена Олельковича
    - Лев Романович Олізар-Волчкович
      - Олізар Львович Волчкович — староста чорнобильський (1533—1545). Одружений з Богданою Немиричівною, небогою і єдиною спадкоємицею канівського, згодом – черкаського старости Остафія Дашкевича (?—1535). Нащадки Олізара Львовича і Богдани Немиричівни до XVII ст. іменувалися Олізарами-Волчковичами, згодом – просто Олізарами.
        - Іван Олізар-Волчкович (бл. 1520 — 1577) — житомирський підстароста (1569—1571), посол від Київського воєводства на Люблінському сеймі. Дружина Єва. У 1565 році придбав Коростишів у Філона Кміти.
        - Адам Іванович Олізар-Волчкович (1572 — 1624) — київський зем’янин, успадкував землі Коростишівського ключа, побудував замок та костел. Перший католик у роду. Дружина Анна[1].
          - Людвік Адамович Олізар (?—1645), перша дружина — Ельжбета Лозчанка, донька Лавріна Лозок та Анни Гулевич — відомої фундаторки братських шкіл у Києві; друга — Францішка Дембінська (по його смерті вийшла за Уханського). Власник села Студениця.
            - Ян Олександр Олізар (пом. бл. 1700) — підсудок Київської землі, був похований в домініканців Луцька; друга дружина — Теофіла Катерина Гошовська, вдова[2] (або другий шлюб[3]) брацлавського каштеляна Станіслава Францішека Конецпольського
              -                 - Адам Юзеф Олізар (бл. 1657 — 1713) — полковник ЙКМ, стольник волинський. Друга дружина — Катерина Загоровська.
                - Ян Олзіар — помер рано
                - Юзеф Олізар (пом. 1743) — стольник київський, староста романівський, дружина — княжна Доміцеля Четвертинська, вдова Франциска Лідихівського,[4] мали кілька синів та доньок був похований в Луцьку[2]
                  - Адам Юзефович Олізар
                    - Каетан Францішек Олізар (?—1789) — великий коронний стольник (1775—1784), маршалок Люблінського трибуналу 1781, лоївський староста, кавалер орденів св. Станіслава і Білого Орла.

                  - Онуфрій Юзефович Олізар — київський стольник, дружина Маріанна Ружа з Коженьовських (Marianna Ro'za z Korzeniewskich)[5] (за Коссаковським — Ружа Коженьовська)
                    - Йосиф Каласантій
                    - Філіп Нереуш Олізар (близько 1750 — 1816) — маршалок коронного трибуналу при Станіславі-Августі, посол на сеймі 1792 року, член російської едукаційної комісії в Литві. Автор «Głosy miewane na sesyjach sejmowych roku 1792». Дружина Людвіка Немірович-Щит.
                      - Нарциз Олізар (1794 — 1862) — граф, сенатор каштелян Царства Польського, посол на сеймі 1831 року, письменник.
                        - Нарциза
                        - Гонората
                        - Еміль
                        - Адольф
                        - Домброва

                      - Аделаїда
                      - Густав Олізар (1798 — 1865) — граф, маршалок Волинського дворянства, музикант, поет. Дружина Кароліна де Моло. Після 1836 року осів у Коростишеві. 
                        - Людвіка (пом. 19.VI.1882) — дружина графа Мечислава Ходкевича, сина Александера Францішека, дідича Млинова; шлюб уклали у Дубному 16.II.1837.[6]
                        - Кароль (1818 — 1877),  Дружина Ядвига Дзеконська.

                  - Костянтин Юзефович Олізар (1729 —  1793) — володимирський підкоморій, учасник Барської конференції 1768 року. Дідич Студеницького ключа. Дружина — Софія Яловицька,( Zofia z Jełowickich) вдова новогрудського мечника Франциска Млодецького
                    - Леонард Олізар (Leonard Olizar Wołczkiewicz, 1753 – 26 березня 1815 або 1817 р., Коростишів)-публіціст, суспільний діяч, видавець[7]
                      - Костянтин — маршалок шляхти Волинської губернії (1801 — 1862)
                      - Юстина

                    - Фридерик
                    - Розалія — дружина вел. кор. стольника А. Прушинського

            - Михайло (або Станіслав) Людвікович Олізар (пом.1664)
            - Анна — перший чоловік Стефан Стрибель з Кичкира, другий — Людвік Здзірський, третій — Ян Кміта.

        - Марія — дружина київського земського писаря Дмитра Федоровича Єльця
        - Богдана — дружина гетьмана Остафія Ружинського

Ян, дружина — Ада Березовська гербу Сас, донька Алоїзія
- Станіслава — друга дружина графа Станіслава Шептицького.[8]